# 校園敢死隊
，导演金鰲勳，主演林志颖、金城武、林心如、江国斌、秦豪、朱家麟。

## 剧情
许志浩是高二转学生，家庭富有，从而引起学校霸王“乌鸦”的不满，时时予以挑衅。这时“老鹰”为他解了围。小志因得到了“老鹰”的帮助，心存感激，便想尽办法与“老鹰”交朋友。不久，“乌鸦”为了报复老鹰而得罪了黑道的人，而被追杀。并为了救“公主”，遭到痛打。小志知道此事后呼吁全校师生一起给予“乌鸦”援手，小志，乌鸦等3个人给老鹰修好了被黑社会打坏的车。五个人開始要跟老鷹和解。最后还是老鹰的出现救了大家。學校得知六個人在校外打架，本來六個人要被學校記大過處份，但經過學校評估後，認為六個人是為了維護學校的安寧與同學安全，最终六個人反而被学校記大功兩次將功抵罪。

## 演员
| 演員   | 角色   | 简介 |
| 林志穎 | 許志浩 |      |
| 金城武 | 老鷹   |      |
| 林心如 | 公主   |      |
| 江國賓 | 烏鴉   |      |
| 秦豪   | 鐵牛   |      |

## 曲目
- 《标准情人》 演唱者：金城武
- 《火热的心》 演唱者：林志穎

## 拍攝地點
- 臺中市
  - 光復新村
  - 霧峰區烏溪河堤
  - 青年高中
- 桃園市
  - 羅浮橋
- 南投市
  - 中興會堂大操場前小森林

## 制作
该片拍摄时，林志颖是青春偶像，而林心如是刚刚出道的模特儿，两人热恋，但是最终还是没有结果。

## 外部連結
- 開眼電影網上《校園敢死隊》的資料（繁體中文）
- 香港影庫上《校園敢死隊》的資料（繁體中文）
- 时光网上《校園敢死隊》的資料（简体中文）
- 豆瓣电影上《校園敢死隊》的資料 （简体中文）
- 爛番茄上《校園敢死隊》的資料（英文）
- 互联网电影数据库（IMDb）上《校園敢死隊》的资料（英文）